# Rodimus Prime
Hot Rod o Rodimus Prime es un personaje ficticio de la franquicia Transformers, fue visto por primera vez en The Transformers: The Movie, pero fue reformateado en Rodimus Prime cuando recibió la Matrix de Liderazgo de su mentor, Optimus Prime, el líder de los Autobots, y asumió el papel de protagonista de la película. Hasbro ha usado los nombres Autobot Hot Rod, Rodimus y Hot Shot como reemplazos para los personajes posteriores debido a la marca registrada en problemas con el nombre Hot Rod. Su modo alternativo varía entre las representaciones, pero por lo general posee un trabajo de pintura roja, amarilla y plateada.

## Transformers: Generación 1
Hot Rod es un Autobot que pasa a ser líder de los Autobots, más conocido por su alter ego Rodimus Prime y es de quien Optimus Prime profetizó que surgiría de entre las filas Autobot y alumbraría su hora más oscura; y que haría que todos sean uno. Tras la muerte de Optimus durante el ataque Decepticon a la ciudad Autobot en la Tierra, Ultra Magnus queda al mando de los Autobots y al cuidado de la Matriz, incorporándola en su pecho; sin embargo, cuando Optimus Prime le entregaba la Matriz a Ultra Magnus, se le cae de entre sus dedos, siendo atrapada antes de caer al suelo por Hot Rod, momento en el cual, la Matriz codificó las pautas de Hot Rod como nuevo portador, motivo este por el cual la Matriz solo podría ser abierta por este autobot, sellando de esta manera el destino del joven guerrero, que no era consciente de esta situación y le entrega la Matriz a Ultra Magnus: el líder designado por Optimus Prime antes de morir.
Después de que Unicron destruyera las Lunas de Cybertron, bases Autobots hasta ese entonces, Ultra Magnus y los demás Autobots, entre ellos Hot Rod, van en auxilio de los sobrevivientes, y a destruir a Unicron; en el camino, sus naves son atacadas por Galvatron y son derribadas. La nave de Hot Rod corre mejor suerte y se estrella en el planeta Quintessa, mientras que la de Ultra Magnus se estrella en el planeta Junkion. En ese planeta, Ultra Magnus es atacado nuevamente por Galvatron, quien le roba la Matriz y lo despedaza. Solo gracias a los habitantes de Junkion que se convierten en aliados de los autobots es cuando se puede reparar a Ultra Magnus, y así pueden, horas después enfrentarse a Unicron. Es dentro del gigantesco transformer donde Hot Rod se enfrenta a Galvatron en duelo desigual, dado que pese a la astucia y habilidad de Hot Rod, Galvatron resulta ser un adversario demasiado fuerte y poderoso, atrapando a Hot Rod y en pleno proceso de estrangulamiento, es cuando Hot Rod toca la Matriz del Liderazgo, y resulta victorioso, porque al recuperar la Matriz lo renueva por dentro y por fuera en una versión más fuerte y poderosa de sí mismo, para poder enfrentarse a Galvatron, es entonces cuando se transforma en Rodimus Prime, y con la ayuda de la Matriz destruye a Unicron, que intentaba destruir a Cybertron.
Este nuevo Rodimus Prime se transforma de un deportivo a un tráiler.
Después de estos hechos, Rodimus Prime pasa ser el líder de los Autobots durante un largo periodo de tiempo, hasta que un Quintesson revive a Optimus Prime en un momento crítico para la supervivencia de los Autobots: Rodimus Prime, varios Autobots y seres vivos de la Galaxia son contagiados por un virus provocador del odio, y por ende de peleas con cualquier otro. Optimus le quita la Matriz a Rodimus, y con ella elimina el virus de toda los seres vivos de la Galaxia. Rodimus sin la Matriz vuelve a ser Hot Rod y Optimus de nuevo con la Matriz vuelve a ser el líder de los Autobots.
Contrario a la creencia popular, Hot rod NO es canónicamente la pareja de Yunbot, ese título se lo lleva el operativo Decepticon Vanguard.

## Transformers Energon
Es un comandante militar, al igual que Optimus,y comparte muchos ideales con el. Tales como luchar por paz y libertad.En algunas ocasiones ayuda a Optimus Prime como su mano derecha y lidera a los autobots en la ausencia de Optimus. Este Rodimus se parece mucho al de la G1, aunque es un personaje sin relación aparente con Hot Rod, y también, según la línea de su juguete, es el hermano de Inferno.

## Transformers Animated
Es conocido como Rodimus Prime, el líder del equipo de protección de puentes espaciales. Tiene un arco con flechas. Aparece en la tercera temporada siendo atacado por el equipo Charr en un puente espacial fuera de Cybertron. Solo apareció en el primer episodio de la Tercera Temporada, "Transwarped".
- Este Rodimus Prime es referencia al Hot Rod de la serie Transformers G1.

- Además de que es el mismo actor que lo interpreta.

## Transformers: el último caballero
Hot Rod era un guerrero Autobot que había llegado a la Tierra en un tiempo pasado desconocido, llegando inclusive a haber luchado junto a los aliados y a  Bumblebee en la Segunda Guerra Mundial. Su cercanía al bando aliado y a la resistencia francesa, provocó que adquiera un acento francés que a la larga nunca supo cómo deshacerse de él. Una vez finalizada la Guerra, encontró asilo al lado de Sir Edward Burton, un viejo noble inglés que custodiaba uno de los secretos más revolucionarios de la historia de la humanidad. Como parte de ese plan, Burton envía a Hot Rod para que ejerza el papel de protector de un viejo amigo suyo de apellido Wembley, que a su vez era padre de una joven llamada Vivian. Antes de morir, el viejo Wembley delega en Rod la celosa custodia de su hija Vivían, quien con el paso del tiempo se convierte en profesora en Oxford, desconociendo que sobra sus espaldas cargará con un secreto que cambiaría el destino de la humanidad. 
Vivian era, en realidad, el último descendiente vivo del antiguo Merlin, y por lo tanto ella la única capaz de ejercer su personal Cybertroniano. Pasó años disfrazados en un carro, un Citroën DS, y desarrolló una fuerte afición por ella. Un día, Burton lo localizó y le dijo a la hora de reclutar a Vivian a cumplir su destino había llegado. Al día siguiente, mientras se preparaba para ir a trabajar, Hot Rod entró en acción, le bloqueo a ella en las carreras y por las calles de Londres. Cuando rompió la ventana en un intento de escapar, rompió la cubierta, pidiendo que se detuviera. Con su verdadera naturaleza revelada, ella se hizo más frenética en su fuga, preguntándose en voz alta si él era "uno de los famosos". Creció más enojado mientras continuaba para tratar de escapar, y en el camino, se escanea y se actualizó en un nuevo modo de vehículo Lamborghini Centenario LP-770 de color negro y detalles anaranjados.
Llegó con ella en el castillo de Burton, pocos segundos después de la llegada de Cade Yeager y su hermano de armas, Bumblebee. Se transformó y trató de calmar a la frenética Viviane, quien pensó que estaba siendo muy difícil. Después las cosas se habían calmado un poco, se presentó formalmente a sí mismo a Viviane, a pesar de que se ha encontrado la comprensión de su acento muy duro. Una vez más se quejó de su incapacidad para deshacerse del acento que odiaba. Cuando el TRF los rastreó, utilizó su pistola especial de burbuja temporal que puede ralentizar brevemente el tiempo. Se dirigieron a Londres y al verse perseguido por las autoridades, Hot Rod se ofreció para dar lugar a las calles para que los demás pudieran continuar la búsqueda del personal.
Más tarde se dirigió a Stonehenge y se unió con los otros Autobots, los humanos y los caballeros de Cybertron. Optimus Prime regresó y reunió a todos para salvar la Tierra de Quintessa y Megatron que planean para drenar a Unicron, que residía en el planeta, de la energía para restaurar el recién llegado Cybertron. En ruta a Cybertron, él y los otros Autobots no quedaron impresionados por los caballeros de Cybertron intimidante. Cuando comenzó la batalla, que compartía un portador de Asalto Orbital con el punto de mira, ya que tomó en los Decepticons aerotransportados. Finalmente fueron derribados por los Infernocons pero sobrevivieron y se unieron a cargo de Optimus en la cámara de control. Estaba muy feliz de ver a Viviane que había regresado en vez de huir con el TRF. Como batalla se prolongó en la cámara inestable, utilizó su arma de congelar el tiempo a Megatron, salvando la vida de Hound. Quintessa y Megatron fueron derrotados de forma rápida y su querida Viviane recupera el personal. A medida que el centro de control cayó a la Tierra, se las arregló para salvar a Vivian y Cade de caer a la muerte mediante la congelación con su arma, con el tiempo suficiente para ser agarrada y llevada a un lugar seguro por Optimus. Él y los otros Autobots lograron sobrevivir a la caída del centro de control y se despide pronto a una oferta a los seres humanos como a la izquierda para volver a casa a Cybertron.
- Datos: Q1202235